# Dortmund Stadthaus
Dortmund Stadthaus – przystanek kolejowy w Dortmundzie, w kraju związkowym Nadrenia Północna-Westfalia, w Niemczech. Znajdują się tu 2 perony.